# Peterson Adriano
Peterson Adriano de Souza Lima Crispim (Rio de Janeiro, 2 de dezembro de 1978) é um ator, dublador e diretor de dublagem brasileiro. Ele é irmão da também dubladora Fernanda Crispim. Entre seus personagens dublados mais conhecidos são Cory Matthews de O Mundo é dos Jovens, Bart Simpson de Os Simpsons, Fred Jones de Scooby-Doo, Cedrico Diggory de Harry Potter e o Cálice de Fogo, Anakin Skywalker de Star Wars, Clark Kent de Smallville, Kevin McCallister em Esqueceram de Mim e Esqueceram de Mim 2, Brian O'Conner em 2 Fast 2 Furious, Josh Nichols de Drake & Josh e Koenma de Yu Yu Hakusho.
Em 2005 ganhou um Prêmio Yamato por Melhor Dublador de Coadjuvante como Koenma. Em 2009 foi nomeado para um Yamato por melhor direção de dublagem pela série As Visões da Raven. Em 2021, foi indicado ao Anime Awards Brasil na categoria Melhor Performance em Dublagem Brasileira por sua interpretação de Shirou Ogami, em BNA: Brand New Animal.
É dono do estúdio de dublagem Som de Vera Cruz, no Rio de Janeiro, desde março de 2014.